# Leichtgewicht (Rudern)

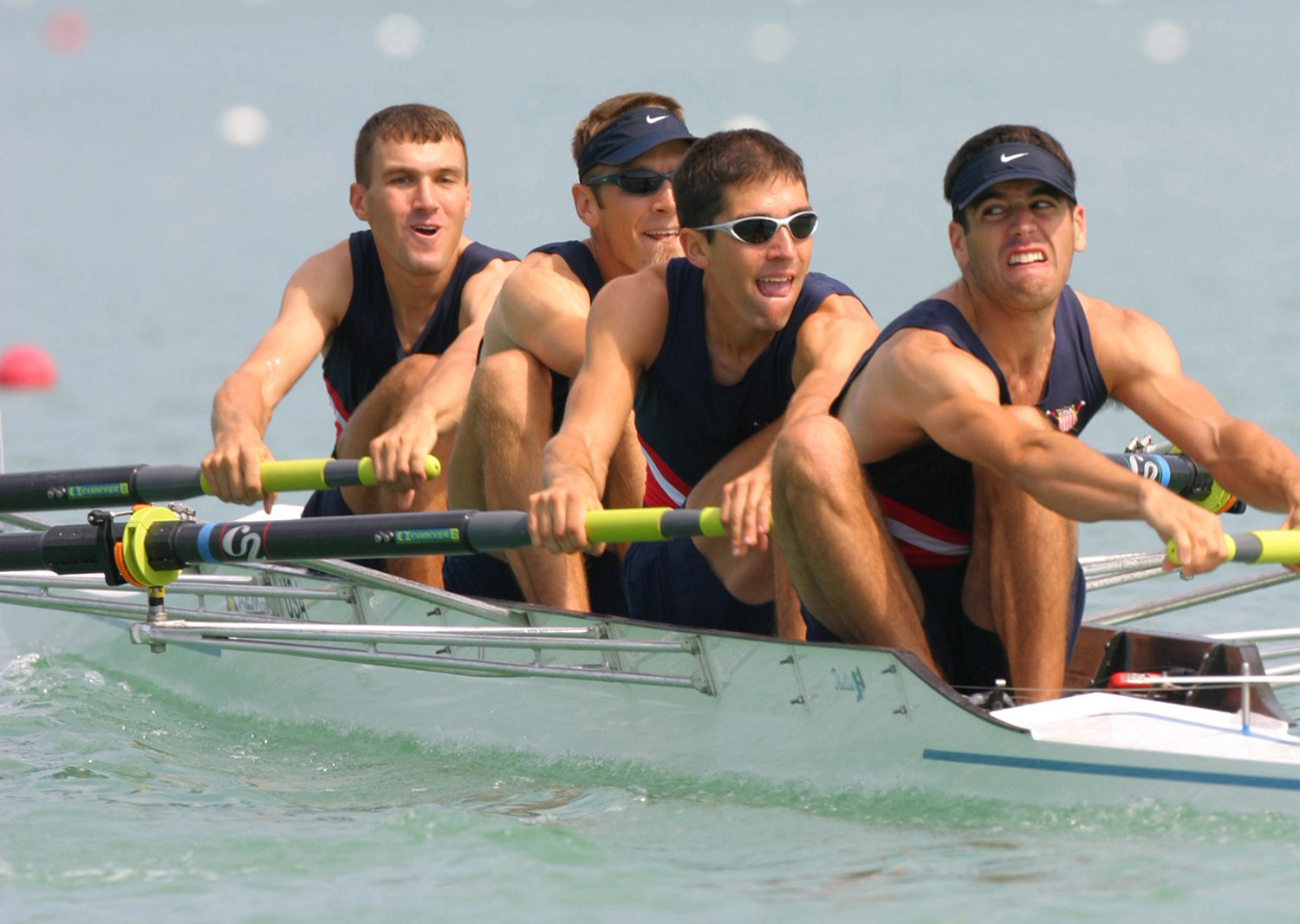
Leichtgewichts-Vierer ohne Steuermann der USA bei den Ruder-Weltmeisterschaften 2003

Ein Leichtgewicht im Rudern (auch Leichtgewichtsruderer, Abkürzungen „L“, „LG“, „Lgw.“ oder „Lwt.“ von light weight) ist ein Sportler, der bei einer Regatta an einem Rennen der Leichtgewichtsklasse teilnimmt. Die Leichtgewichtsklasse wird durch altersklassenabhängige Obergrenzen für das Körpergewicht der Ruderer und eine Grenze für das Mannschaftsschnittgewicht definiert.
Die Leichtgewichtsklasse ist die einzige beschränkte Gewichtsklasse im Rudersport. Daneben existiert einzig die offene Klasse, deren Teilnehmer gelegentlich auch als „Schwergewichte“ bezeichnet werden. Gewichtsklassen sind ansonsten nur im Kampfsport und in der Schwerathletik üblich.

## Unterschiede zu Ruderern der offenen Gewichtsklasse
In der Kraftausdauer-Sportart Rudern korreliert die vom Ruderer erbrachte physikalische Leistung mit seinen biometrischen Merkmalen Körpergröße, Körpergewicht und Körperbautyp. Die physikalische Leistungsfähigkeit hat bei anaerober Belastung der Muskulatur einen positiven Einfluss auf die Bootsgeschwindigkeit. In der offenen Gewichtsklasse sind deshalb männliche Ruderer etwa 190 cm bis 200 cm groß und wiegen 90 kg bis 100 kg, weibliche Ruderinnen messen 175 cm bis 185 cm bzw. 70 kg bis 80 kg. Die „Idealmaße“ hinsichtlich der Körperhöhe erreichen selbst in Deutschland und der westlichen Welt weniger als 10 % der Bevölkerung. In anderen Teilen der Welt ist die mittlere Körperhöhe geringer und die Menge der für das Rennrudern in der offenen Klasse körperlich geeigneten Personen entsprechend kleiner. Leichtgewichtsruderer messen etwa 178 cm bis 186 cm bei rund 72,5 kg (Männer) bzw. etwa 164 cm bis 174 cm bei rund 58,5 kg (Frauen). Der Körperbautyp ist geschlechtsunabhängig meist meso- oder ektomorph, während Ruderer der offenen Gewichtsklasse häufiger auch einen endomorphen Typ aufweisen.
Der Weltruderverband (FISA) hat dies Anfang der 1970er Jahre erkannt und die Leichtgewichtsklasse mit einer Gewichtsbegrenzung für Männer bei den damals noch jungen Ruder-Weltmeisterschaften 1974 eingeführt; Leichtgewichtsrennen für Frauen folgten 1985 und seit 1996 werden drei Leichtgewichts-Bootsklassen bei der olympischen Regatta ausgefahren. Dadurch wurde der Ruderleistungssport für einen viel größeren Personenkreis und neue Länder geöffnet, nachdem das Leichtgewichtsrudern bereits viele Jahrzehnte ein Schattendasein führte und kaum ernst genommen wurde.
Die körperliche Homogenität unter Leichtgewichtsruderern durch die Gewichtsgrenze hat einige Folgen. Eine gute Rudertechnik spielt in der beschränkten Klasse eine erheblich größere Rolle für den sportlichen Erfolg als bei den Ruderern der offenen Gewichtsklasse. Außerdem sind Rennen der Leichtgewichtsklasse dafür bekannt, häufig mit engen Zieleinläufen zu enden.
Im Vergleich zu Ruderern der unbeschränkten Gewichtsklasse sind Leichtgewichte auf der olympischen Wettkampfstrecke von 2000 Metern um rund 2 % bis 6 % langsamer, wenn als Referenz die Weltbestzeiten aller Bootsklassen miteinander verglichen werden. Der Unterschied kann bei ungünstigen Bedingungen wie Gegenwind größer sein, da dann die körperliche Leistungsfähigkeit eine größere Rolle spielt. Über Langstreckendistanzen von beispielsweise 6 Kilometern verschwindet der Unterschied zwischen den Gewichtsklassen, weil die Muskulatur dabei größtenteils unterhalb der aeroben Schwelle arbeitet und der Leistungsvorteil durch ein höheres Körpergewicht deshalb geringer ist. Eine höhere physische Leistung wird daher näherungsweise komplett über stärkere Reibung des Bootsrumpfes im Wasser dissipiert und nicht in eine höhere Geschwindigkeit umgesetzt. Bei Langstreckenrennen kann dies bei vergleichbaren Bedingungen regelmäßig beobachtet werden.

## Wettkämpfe

### Internationales Leichtgewichtsrudern

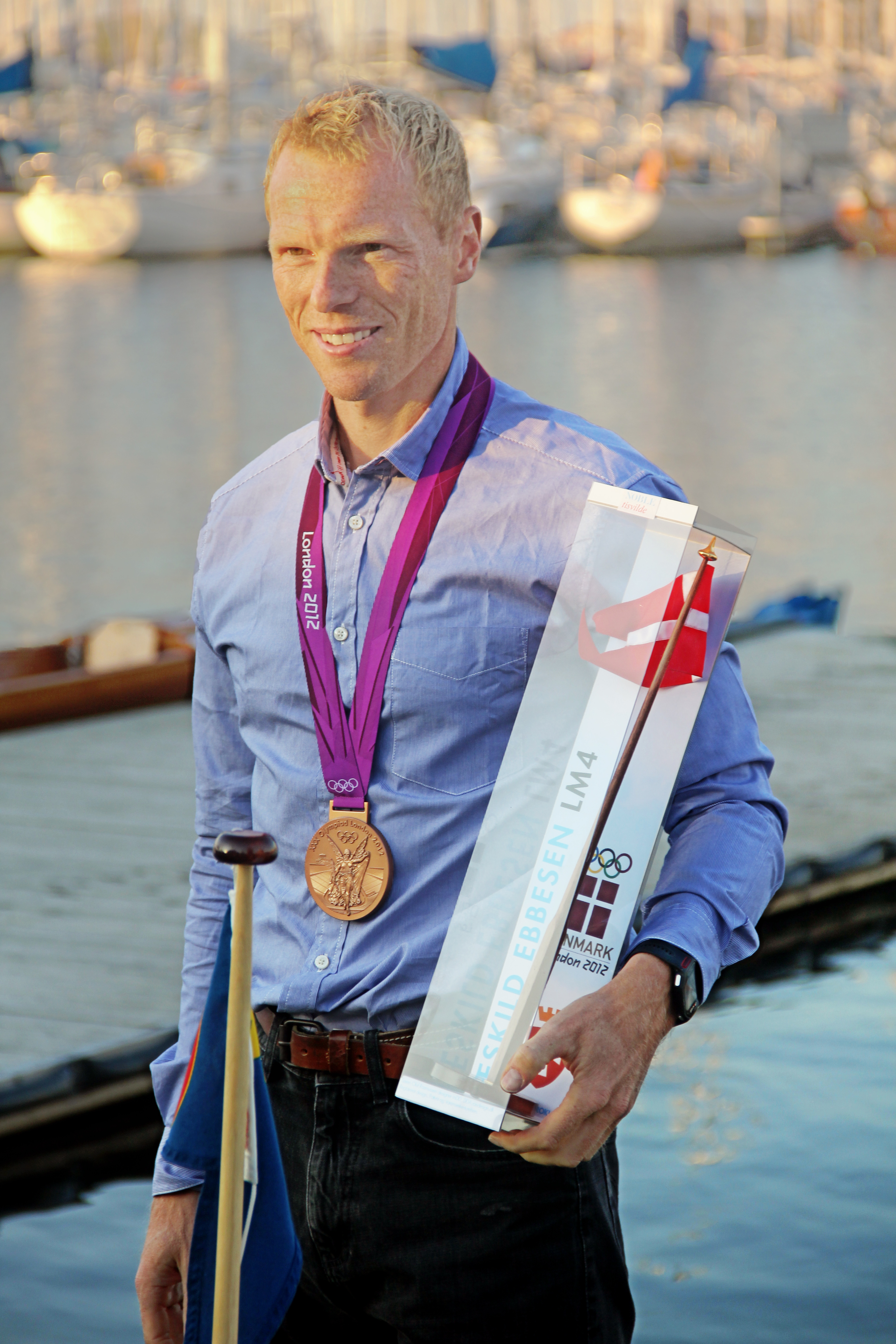
Der Däne Eskild Ebbesen ist mit drei olympischen Gold- und zwei Bronzemedaillen der erfolgreichste Leichtgewichtsruderer.

Auf internationaler Ebene werden bei der olympischen Regatta (seit 1996), bei Ruder-Weltmeisterschaften, Ruder-Europameisterschaften und den Vorbereitungsregatten des Ruder-Weltcups Rennen für Leichtgewichte ausgetragen. Da die olympische Regatta der nominell anspruchsvollste Wettkampf im internationalen Rudersport darstellt, sind die olympischen Leichtgewichts-Bootsklassen meist auch mit den besten Leichtgewichtsruderern besetzt. Das sind im Speziellen:
- der Leichtgewichts-Doppelzweier der Frauen (LW2x)
- der Leichtgewichts-Doppelzweier der Männer (LM2x)

Der Wettbewerb im Leichtgewichts-Vierer ohne Steuermann der Männer (LM4-) wurde von 1996 bis 2016 ebenfalls bei den Olympischen Spielen ausgetragen, danach aber auf Drängen des Internationalen Olympischen Komitees aus dem Programm genommen. Demnach können ab 2020 maximal je zwei Frauen und zwei Männer je Nation im Leichtgewichtsrudern an der olympischen Regatta teilnehmen. In der offenen Gewichtsklasse sind erheblich mehr Bootsplätze vorhanden (im Falle einer Qualifikation aller Bootsklassen je 22 Frauen und Männer, jeweils inklusive eines Steuermannes).
Bei den jährlichen Ruder-Weltmeisterschaften werden seit 1974 für Männer und seit 1985 auch für Frauen Leichtgewichts-Bootsklassen ausgetragen. Zusätzlich zu den olympischen Bootsklassen sind dies Leichtgewichtsbereich:
- der Leichtgewichts-Einer der Frauen (LW1x)
- der Leichtgewichts-Einer der Männer (LM1x)
- der Leichtgewichts-Doppelvierer der Frauen (LW4x)
- der Leichtgewichts-Doppelvierer der Männer (LM4x)
- der Leichtgewichts-Zweier ohne Steuermann der Frauen (LW2-)
- der Leichtgewichts-Zweier ohne Steuermann der Männer (LM2-)

In der Vergangenheit wurden auch zunächst der Leichtgewichts-Vierer ohne Steuermann der Frauen (LW4-) und später der Leichtgewichts-Zweier ohne Steuermann der Frauen (LW2-) bei Ruder-Weltmeisterschaften ausgetragen. Aufgrund geringer Meldezahlen wurden die Riemen-Bootsklassen der leichten Frauen allerdings nach 2003 aus dem Programm gestrichen. Der Leichtgewichts-Achter der Frauen (LW8+) war nie im Programm der Ruder-Weltmeisterschaften, während der Leichtgewichts-Achter der Männer von 1974 bis 2015 ausgetragen wurde. Der Leichtgewichts-Vierer ohne Steuermann (LM4-) wurde nach der Streichung aus dem olympischen Programm nach 2017 auch nicht mehr bei Weltmeisterschaften gerudert.
Bei den frühen Ruder-Europameisterschaften von 1893 bis zur zeitweisen Einstellung nach der Austragung im Jahr 1973 wurden keine Bootsklassen für Leichtgewichte ausgefahren. Seit der Wiederbelebung der Europameisterschaften im Jahr 2007 sind die olympischen Leichtgewichts-Bootsklassen im Programm.

### Nationales Leichtgewichtsrudern
Auf nationaler Ebene findet in vielen Ländern Leichtgewichtsrudern in der Senioren-Altersklasse statt (ab 19 Jahre). Dabei stehen im Wesentlichen die auch international ausgefahrenen Bootsklassen im Fokus.
In den Junioren- und Kinderjahrgängen ist das Leichtgewichtsrudern nicht unumstritten und wird deshalb in einigen Ländern wie dem Vereinigten Königreich nicht angeboten. In Deutschland werden dagegen viele Leichtgewichts-Bootsklassen bei Deutschen Jugendmeisterschaften ausgefahren, auch wenn keine Qualifikation für einen internationalen Wettkampf möglich ist. In Österreich ist einzig jeweils der Einer der Juniorinnen und Junioren ein Teil der Meisterschaft. In der Schweiz findet kein Leichtgewichtsrudern im Juniorenbereich statt.

## Gewichtsgrenzen und Wiegen
Die Gewichtsgrenzen werden international vom Weltruderverband im „FISA Rule Book“ nur für Senioren (Ruderer ab 19 Jahre) festgelegt, da auf dieser Ebene keine Leichtgewichtsrennen für Junioren oder Kinder veranstaltet werden. Für diese Altersklassen sind die Gewichtsobergrenzen von den nationalen Ruderverbänden festgelegt. Der Deutsche Ruderverband legt in seinen „Ruderwettkampf-Regeln“ sowie den „Bestimmungen für die Durchführung von Jungen und Mädchen-Wettbewerben“ folgende Gewichtsklassen fest, wobei die Grenzen für Senioren dem internationalen Standard entsprechen:
| Altersklasse                                                             | männlich           | männlich             | weiblich           | weiblich             |
| Altersklasse                                                             | Mannschaftsschnitt | indiv. Einzelgewicht | Mannschaftsschnitt | indiv. Einzelgewicht |
| ------------------------------------------------------------------------ | ------------------ | -------------------- | ------------------ | -------------------- |
| Kinder 12 Jahre                                                          | 45,0 kg            | 45,0 kg              | 45,0 kg            | 45,0 kg              |
| Kinder 13 Jahre                                                          | 50,0 kg            | 50,0 kg              | 50,0 kg            | 50,0 kg              |
| Kinder 14 Jahre                                                          | 55,0 kg            | 55,0 kg              | 52,5 kg            | 52,5 kg              |
| Junioren B (U-17)                                                        | 62,5 kg            | 65,0 kg              | 52,5 kg            | 55,0 kg              |
| Junioren A (U-19)                                                        | 65,0 kg            | 67,5 kg              | 55,0 kg            | 57,5 kg              |
| Senioren B (U-23) Senioren A (offene Altersklasse) Masters (ab 27 Jahre) | 70,0 kg            | 72,5 kg              | 57,0 kg            | 59,0 kg              |

Ausnahmslos jeder zu einem Rennen gemeldete Leichtgewichtsruderer wird nach den Regelwerken einmal am Regattatag mit seiner Ruderbekleidung gewogen. Das Wiegen findet dabei unter Aufsicht eines lizenzierten Kampfrichters zwischen 60 und 120 Minuten vor dem ersten Lauf des Ruderers am Tage statt. Wenn dadurch nicht das höchstzulässige Mannschaftsschnittgewicht und zugleich für jedes Mannschaftsmitglied das individuelle Einzelgewicht erreicht werden, wird die gesamte Mannschaft vom Wettbewerb ausgeschlossen. Im Erfolgsfall ist die Mannschaft startberechtigt und alle verwogenen Leichtgewichtsruderer können mit ihrem Gewicht am selben Tage in anderen Läufen oder Rennen und auch mit anderen Leichtgewichten zusammen starten, ohne erneut verwogen werden zu müssen. Bei mehrtägigen Regatten werden die Leichtgewichte an jedem Tag verwogen, an den sie auch an Läufen oder Rennen teilnehmen. Kinder müssen insgesamt nur einmal während einer gesamten Ruderveranstaltung gewogen werden, spätestens eine Stunde vor ihrem ersten Rennen. Für Einerruderer ist der Wert des höchstzulässigen individuellen Einzelgewichts maßgebend.
Steuerleute sind von den Gewichtsgrenzen der Leichtgewichte grundsätzlich ausgenommen, da für sie unabhängig von der Gewichtsklasse ihrer Mannschaft spezielle Gewichtsuntergrenzen gelten (55,0 kg bei Männern, 50,0 kg bei Frauen). Ihr Gewicht wird deshalb auch nicht in die Berechnung des Mannschaftsschnittgewichtes mit einbezogen.

## Gesundheitsrisiken
Das Leichtgewichtsrudern steht regelmäßig wegen möglicher Gesundheitsrisiken in der Kritik.

### Gewichtmachen
Als „Gewichtmachen“, „Abschwitzen“ oder „Abkochen“ wird der schnell herbeigeführte Gewichtsverlust vor dem Wiegen bezeichnet, um die Gewichtsgrenze einzuhalten. In Extremfällen werden dabei innerhalb der letzten Woche vor dem Wettkampf mehrere Kilogramm des Körpergewichts durch oft kombinierte Maßnahmen wie bewusste Dehydratation, eine verminderte Nahrungsaufnahme und Medikamentenmissbrauch verloren. Auch in den Stunden vor dem Wiegen wird häufig durch leichte Bewegung mit wärmender Kleidung über den Schweiß weitere Flüssigkeit abgesondert.
Insbesondere eine Dehydratation des Körpers ist schnell gesundheitsgefährdend bis lebensgefährlich. Durch verschlechterte Thermoregulation des Körpers kann es zu einem Hitzschlag kommen. Auch der Blutkreislauf und die Funktion des Herzens werden bei starker Dehydratation massiv bis zur Lebensgefahr beeinträchtigt. Langfristig sind durch die Wirkung von Dehydratationen auf den Stoffwechsel besonders Schäden an Nieren und Leber zu erwarten.
Neben gesundheitlichen Gefahren geht mit dem exzessiven Gewichtmachen auch ein messbarer Leistungsabfall im Wettkampf einher. Ein kurzfristiger Verlust bis zu 4 % der Körpermasse (2,3 kg bis 2,8 kg) innerhalb von 24 Stunden kann mit einer aggressiven Rehydratation nach dem Wiegen sowie Kohlenhydraten und Natrium noch gut kompensiert werden. Bei stärkeren Gewichtsverlusten kann es dagegen zu dramatischen Leistungseinbußen kommen, die auch durch Flüssigkeits- und Nahrungsaufnahme nicht vermieden werden können.
In der Vergangenheit ist es im Zusammenhang mit dem Gewichtmachen zu vereinzelten Todesfällen von Leichtgewichtsruderern gekommen. Bei der ersten Station des Ruder-Weltcups am 1. Juni 2000 an der Regattastrecke Oberschleißheim in München brach der deutsche Leichtgewichtsruderer Jörn Kerkhoff mit einem Hitzschlag beim Gewichtmachen zusammen, fiel ins Koma und verstarb zwei Tage später an Multiorganversagen auf der Intensivstation. In den USA kam es im Mai 2005 zu einem Todesfall, als der College-Ruderer Scott Laio direkt nach einem Rennen im Leichtgewichts-Achter starb. In einer Obduktion wurde festgestellt, dass eine Dehydratation zum Herzstillstand geführt hatte. Der serbische Leichtgewichtsruderer Nemanja Nešić starb am 6. Juni 2012 während des Rudertrainings vermutlich an plötzlichem Herzstillstand. Ein direkter Zusammenhang mit dem Gewichtmachen ist nicht bekannt. Nešić hatte nur etwa zwei Wochen vor seinem Tod auf dem Rotsee in Luzern mit dem serbischen Leichtgewichts-Vierer ohne Steuermann an der Qualifikationsregatta für die olympische Regatta in London teilgenommen. Die Qualifikation wurde knapp verpasst, Nešić befand sich aber noch im Training für eine weitere Weltcupregatta.

### Saisonale Gewichtsschwankungen
Mit dem Verlauf einer Saison schwankt das Körpergewicht vieler Leichtgewichte um mehrere Kilogramm. Wenn das Körpergewicht in den Wochen vor einen Wettkampf dann zu schnell reduziert werden muss, kann neben Fettreserven auch die Muskulatur und das Knochengewebe abgebaut werden. Insbesondere bei Frauen kann das langfristig zu Osteoporose und Osteopenie führen. In der Wettkampfphase der Saison liegt der Körperfettanteil von vielen Leichtgewichtsruderern im Bereich von rund 7,5 % bei Männern und rund 12,0 % bei Frauen.

### Langfristige Essstörungen
In Falle von ständigem Druck durch die Ziele für das Körpergewicht können sich auch verschiedene langfristige Essstörungen ausbilden. Frauen sind dabei etwas stärker betroffen als Männer, die allerdings im Saisonverlauf größere Gewichtsschwankungen aufweisen. Essstörungen von Sportlern werden gelegentlich auch unter dem Begriff „Anorexia athletica“ zusammengefasst, um die Induzierung durch den Sport herauszustellen.

### Gegenmaßnahmen
Von Seiten der nationalen Ruderverbände und der „Sports Medicine Commission“ des Weltruderverbandes existieren keine verbindlichen Regelungen, wie mit den gesundheitlichen Gefahren des Leichtgewichtsruderns umzugehen ist. Gleichwohl existieren Richtlinien, zu welchem Zeitpunkt auch vor der Saison Leichtgewichte bereits etwa welches Körpergewicht erreicht haben sollten, damit vor dem Wettkampf eine strenge Diät und auch das Gewichtmachen vermieden werden können. Eine zuverlässige und regelmäßige Kontrolle auf Verbandsebene kann derzeit allerdings nur im Rahmen von Kadermaßnahmen im Winter durch beispielsweise einen Bundestrainer stattfinden, indem das Körpergewicht außerhalb der Wettkampfsaison zu einem Selektionskriterium für Nationalmannschaftsnominierungen wird. Leichtgewichtsruderer, die keine Landes- oder Bundeskader sind, sollten von ihren Vereinstrainern auf eine gesunde Entwicklung des Körpergewichts überwacht werden.
Durch den Weltruderverband und die Welt-Anti-Doping-Agentur (WADA) ist der Einsatz von Diuretika zur Dehydratation und Infusionen zur Rehydratation bei Wettkämpfen verboten und führt im Falle einer Nutzung zum Ausschluss des betroffenen Sportlers vom Wettbewerb.
Im Juniorenbereich (U-19) werden die Risiken des Leichtgewichtsruderns besonders kritisch gesehen, da schneller Gewichtsverlust und das Gewichtmachen deutliche Auswirkungen auf das Wachstum junger Menschen hat. In einigen Ländern wie dem Vereinigten Königreich findet deshalb kein Leichtgewichtsrudern für Junioren statt.